# Сальмонельоз
Сальмонельóз (лат. salmonellosis) — інфекційне захворювання тварин, птахів та людей, яке спричинюють бактерії роду Salmonella. Це зооноз із фекально-оральним механізмом передачі, характеризується переважним ураженням травної системи з розвитком діареї, інтоксикації та зневоднення організму, а іноді й сепсису і гнояків у внутрішніх органах.

## Історія дослідження
Захворювання людей з клінічною картиною сальмонельозу, які виникають внаслідок вживання в їжу м'яса та інших продуктів тваринництва і птахівництва, відомі з давніх часів. У 1885 році американський ветеринарний лікар Данієль Елмер Сальмон та епідеміолог і, водночас, патолог Теобальд Сміт із м'яса і внутрішніх органів хворих на чуму свиней виділили паличкоподібну бактерію, яку назвали Bacteria suipestifer.. У 1888 році німецький науковець А. Гертнер вперше обґрунтував бактерійну природу «м'ясних отруєнь». Під час спалаху захворювання людей, які вживали м'ясо вимушено забитої корови, він виділив ідентичні бактерії з м'яса тварини та із селезінки померлої людини, яких надалі було названо паличками Гертнера. Надалі почали виділяти бактерії, подібні за морфологічними і біохімічними властивостями з бактеріями Сальмона і Гертнера. У 1900 році Ж. Лін'єре дав найменування роду цих бактерій на честь Д. Сальмона, бактерій стали називати «сальмонелами». В. suipestifer, відповідно, Salmonella cholerae suis, а паличку Гертнера — Salmonella enteritidis.

## Актуальність
Сальмонельоз становить серйозну медичну і соціальну проблему. Є одним з 4-х головних хвороб інфекційної діареї. Це зумовлено, насамперед, широким його поширенням, часто тяжким перебігом, особливо у дітей раннього віку і в літніх людей, можливістю хронізації процесу. Сальмонельоз може спровокувати виникнення чи загострення інших хронічних захворювань. Епідеміологічну ситуацію щодо сальмонельозу в більшості країн світу і в Україні оцінюють як несприятливу з тенденцією до подальшого погіршання. Вважають, що захворюваність у 10-100 разів перевищує кількість виявлених і бактеріологічно підтверджених випадків. У європейських країнах, за даними ВООЗ, сальмонели є однією з чотирьох головних причин виникнення діареї, за рік виникає близько 1 млн випадків сальмонельозу, пов'язаних із вживанням продуктів, забруднених S. enteritidis. У США реєструють від 140 до 160 тисяч випадків хвороби на рік. У Німеччині вважають, що щорічно кожний 5-й мешканець країни хворіє на сальмонельоз. Цьому сприяють розширення мережі громадського харчування, порушення технології приготування і зберігання харчових продуктів, недотримання особистої гігієни та низький рівень санітарної культури окремих верств населення. Сальмонели, переважно S. typhimurium, спричинюють внутрішньолікарняні захворювання. У 2022 році в Європі та США зафіксовано спалах кишкового сальмонельозу, який спричинив цей збудник, із передачею через шоколадні продукти, які продаються у 113 країнах світу. Виявлено 151 випадок в 11 країнах. Крім ураження органів травлення сальмонели можуть зумовити розвиток сепсису, особливо за наявності природженого чи набутого імунодефіциту (сальмонельозний сепсис зараховують до ВІЛ-індикаторних захворювань), з утворенням гнояків у різних органах і тканинах.

## Етіологія
Сальмонели належать до родини ентеробактерій (Enterobacteriaceae) роду сальмонел. Таксономія сальмонел є досить заплутаною, багато разів змінювалась за останні роки. Відомо близько 2200 сероварів сальмонел, які відрізняються за О- і Н-антигенами. Мають вигляд дрібних паличок із заокругленими кінцями, грамнегативні, спор і капсул не утворюють. Більшість бактерій рухомі, мають по всій поверхні джгутики (перетрихи). Продукують екзотоксини, зокрема, ентеротоксини (термолабільний і термостабільний), цитотоксин, мають особливу білкову систему, яка запускає в ентероцитах так званий «III тип секреції». При руйнуванні сальмонели виділяють ендотоксин (ліпополісахаридний комплекс). Сальмонели здатні до внутрішньоклітинного паразитування. Добре ростуть на простих поживних середовищах при температурі від 6 до 46°С (оптимальною є температура 35-37°С).
Сальмонели досить стійкі до дії фізичних і хімічних факторів довкілля. Вони можуть зберігати життєздатність у воді до 3 місяців, у кормах тварин — до 1,5 року, у м'ясі та яйцях — до 7 міс., у заморожених продуктах, висушених фекаліях — до 2 років. У молочних і готових м'ясних продуктах сальмонели здатні розмножуватись. Бактерії стійкі до соління, копчення. Для їхнього знищення необхідна тривала термічна обробка харчових продуктів.
Детальніші відомості з цієї теми ви можете знайти в статті Сальмонела.

## Епідеміологічні особливості

### Джерело та резервуар інфекції
Джерелом та резервуаром збудника найчастіше є велика рогата худоба, свині, вівці, коні, свійська водоплавна птиця, кури, у кишках яких можуть знаходитися різні серовари сальмонел. Контаміновані сальмонелами усі ті тварини, які слугують людям компаньйонами. Нерідко сальмонели забруднюють яйця птахів, особливо водоплавних. Взагалі сальмонелами заражені всі ссавці та птахи, їх виявляють й у черепах, земноводних (жаб, ящірок, вужів і змій), риб, раків, крабів та багатьох інших тварин. Вони можуть виділяти збудника з калом, сечею, молоком, слиною, носовим слизом, при цьому будучи або бактеріоносіями (резервуар) або клінічно хворими. Бактеріоносійство часом триває багато місяців і навіть років. Рідше джерелом збудника є хворі на сальмонельоз люди або здорові бактеріоносії. Найбільшу небезпеку становлять хворі з легкими і стертими формами хвороби, а також бактеріоносії, які працюють у сфері громадського харчування, дитячих дошкільних і лікувальних закладах, пологових будинках.

### Механізм і фактори передачі
Механізм передачі інфекції — фекально-оральний. Зараження відбувається аліментарним, водним і побутовим шляхами. Механічно переносити сальмонел на кінчиках лапок здатні мухи, таргани.

#### Харчовий шлях передачі
У 96-98 % випадків інфікування пов'язане зі споживанням забрудненої сальмонелами їжі. У харчових продуктах, особливо в напівфабрикатах, сальмонели не лише зберігаються, але й швидко розмножуються. За ризиком забруднення сальмонелами харчові продукти розташовують так:
- м'ясо тварин і вироби з нього (до 80%[джерело?]),
- риба і морепродукти (26%[джерело?]),
- яйця і вироби з них (12%[джерело?]),
- молоко і молокопродукти (8%[джерело?]),
- овочі та фрукти (3%[джерело?]).

Епідеміологічна небезпека м'яса різко зростає при його подрібненні (фарш) та зберіганні м'ясних страв у теплі. Забруднення м'яса сальмонелами може відбуватися ще за життя тварини чи під час і безпосередньо після забою, на етапах зберігання, транспортування, кулінарної обробки і реалізації. Дуже небезпечні гусячі та качині яйця, які можуть бути інфіковані як при формуванні в яйцеводах птахів, так і через шкаралупу. Наразі почастішали випадки зараження курячих яєць, особливо це робить S. enteritidis. Вважають, що 20 % курячих яєць у розвинених країнах заражені сальмонелами. Цих збудників виявляють й в яєчному порошку. У 1994 році в США відбувся найбільший спалах сальмонельозу, причиною якого було заражене морозиво, яке, в свою чергу, було виготовлено з контамінованих яєць. Цим спалахом було охоплено 224 000 людей.

#### Водний шлях передачі
Вода у поширенні сальмонельозу відіграє відносно незначну роль. Реальну епідеміологічну та епізоотичну небезпеку становить вода відкритих водойм, яка інтенсивно забруднюється неочищеними стічними водами тваринницьких ферм, пташників, боєнь, м'ясокомбінатів тощо.

#### Контактно-побутовий шлях передачі
Контактно-побутове зараження відбувається переважно серед дітей раннього віку, осіб похилого і старечого віку та дуже ослаблених людей, часто призводить до внутрішньолікарняних (нозокоміальних) спалахів хвороби, здебільшого у дитячих стаціонарах різного профілю, гематологічних, психіатричних, геріатричних, хірургічних, реанімаційних відділеннях, пологових будинках, відділеннях для недоношених. У цих випадках сальмонели поширюються через руки матерів, медперсоналу, іграшки, предмети догляду за дітьми, посуд, пеленальні столи, постільну білизну, медичну апаратуру.

### Сприйнятливість та імунітет
Сальмонельоз поширений повсюдно, захворюваність відносно висока. Зустрічається хвороба як у вигляді спорадичних випадків, так й епідемій. Сальмонельоз реєструють протягом року, проте влітку частіше, що зумовлено погіршенням умов зберігання харчових продуктів, збільшенням кількості мух. Можливе й осіннє підвищення захворюваності у зв'язку з масовим забоєм худоби. Епідеміологічними особливостями сальмонельозу також є раптовість і масовість захворювань. Однак частіше реєструють спорадичні випадки.
На сальмонельоз хворіють люди усіх вікових груп, проте найвища захворюваність серед дітей перших років життя. Сприяють виникненню сальмонельозу фонові захворювання, насамперед травної системи, тривале застосування антибіотиків у лікуванні фонових хвороб, а також імунодефіцитні стани (ВІЛ-інфекція, онкологічні, гематологічні захворювання тощо). У містах захворюваність вища, ніж у селах. Серед професійних груп частіше хворіють особи, пов'язані з виробництвом, переробкою і реалізацією продуктів птахівництва та тваринництва. Після перенесеного захворювання імунітет сероваріантоспецифічний, нетривалий.

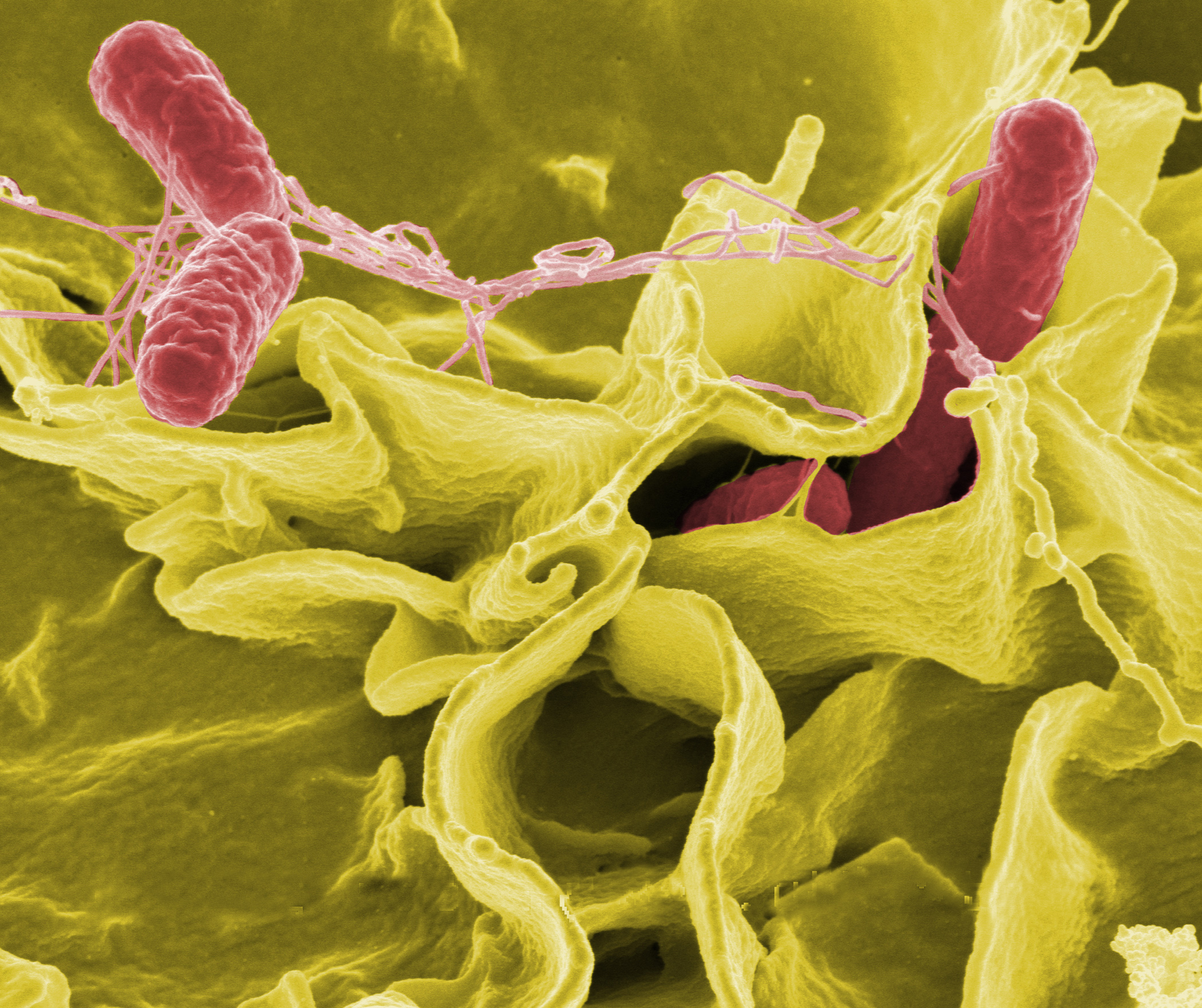
Salmonella typhimurium (забарвлена червоним) — збудник нозокоміального сальмонельозу, укорінюється у клітини людини (електронна мікроскопія).

### Внутрішньолікарняний (нозокоміальний) сальмонельоз
Госпітальні спалахи спричинюють здебільшого полірезистентні до антибіотиків S. typhimurium. Для нозокоміального сальмонельозу характерні поступове поширення і повільне затухання спалахів у великих лікарнях. Середня тривалість їх близько 1 місяця, висока частота носійства сальмонел серед дорослих, які спілкувалися з дітьми. Вважають, що в основі формування госпітальних штамів сальмонел лежить відбір найбільш вірулентних клітин з гетерогенної популяції мікроорганізмів при взаємодії з неоднорідною за імунним статусом популяцією людей.

## Патогенез

### Загальні положення
Механізми патологічного процесу при сальмонельозі складні та їх остаточно не з'ясовано. Для виникнення хвороби необхідно проникнення живих сальмонел та їхніх токсинів у травний канал людини. Встановлено, що для здорової людини потрібно проковтнути не менше 1 млн бактерій. Потрібні також такі умови — достатня вірулентність та інфікувальна доза збудника, з одного боку, і знижена резистентність макроорганізму — з іншого. Тяжчий перебіг сальмонельозу спостерігають:
- в осіб із пригніченим кислотоутворенням у шлунку,
- фоновими хронічними захворюваннями травної системи,
- дисбіозом кишки,
- гіповітамінозом,
- імунодефіцитом.

### Початкова стадія
Частина сальмонел, які потрапили в організм, гинуть у шлунку і дванадцятипалій кишці під дією шлункового соку і жовчі, інші руйнуються в нижніх відділах тонкої кишки. При цьому вивільняється ендотоксин, який зумовлює виникнення місцевих (біль в епігастрії, нудота, блювання) і загальних (підвищення температури тіла, інтоксикація) проявів хвороби. Також виділяється токсин TTSS-1, який знищує конкурентів-мікроорганізмів, при цьому гине і частина самих сальмонел. Патогенність сальмонел зумовлена їхньою здатністю до:
- адгезії,
- колонізації,
- інвазії,
- токсиноутворення (ендотоксин, ентеротоксини, цитотоксин),
- спричинювання порушень внутрішньої білкової системи «III типу секреції»,
- стійкістю до гуморальних і клітинних механізмів захисту хазяїна (завдяки наявності білків зовнішньої мембрани та О-антигену).

В адгезії важливу роль відіграють пілі (фімбрії), особливі фібрили, джгутики і ендотоксиновий комплекс. Сальмонели колонізують поверхню епітелію тонкої кишки і проникають у клітини, не руйнуючи їхню мембрану. При потраплянні сальмонел у власний шар слизової оболонки тонкої кишки їх захоплюють нейтрофіли, клітини системи мононуклеарних фагоцитів (СМФ). Розвивається запальна реакція з акумулюванням гістаміну, серотоніну, кінінів та інших біологічно активних речовин. Пізніше виникають дегенеративні зміни, некроз, десквамація епітелію слизової оболонки. Одночасно нейтрофіли виділяють фактор мобілізації макрофагів. Останні захоплюють сальмонел, всередині їх бактерії можуть розмножуватись, проте частина бактерій гине з вивільненням ендотоксину. Ліпополісахарид підвищує проникність клітинних мембран, уражає нервово-м'язовий апарат тонкої кишки.

### Стадія розвитку хвороби
По лімфатичних шляхах бактерії потрапляють у кров. Бактеріємію при сальмонельозі виявляють дуже часто, навіть при локальному перебігу з ураженням виключно травної системи. Під час бактеріємії і наступної фіксації у клітинах СМФ сальмонели руйнуються, і ендотоксин потрапляє у кров. Ліпополісахарид зумовлює пірогенну реакцію, загальну інтоксикацію, шкідливо впливає на судини, надниркові залози, Центральна нервова система (ЦНС) і вегетативну нервову систему, лейкоцити і тромбоцити, через що можливими є розлади гемоциркуляції, колапс, інфекційно-токсичний шок (ІТШ). Токсини сальмонел здатні активізувати синтез ряду біологічно-активних речовин, ферментативну і неферментативну трансформацію арахідонової кислоти у простагландини, спричинювати активацію вільнорадикальної деструкції клітин. При бактеріємії та токсинемії в організмі утворюється велика кількість вільних радикалів і продуктів перекисного окислення ліпідів. Вільні радикали спричинюють лізис клітинних мембран, інактивують протеази, фрагментують нуклеїнові кислоти, розщеплюють основну речовину сполучної тканини — гіалуронову кислоту, а також колаген. Активізація перекисного окислення ліпідів зумовлює деструктивні зміни цитоплазматичних та інших мембран, порушення іонного транспорту, пригнічення реплікації ДНК, синтезу білка, зменшення у мікросомах печінки цитохрому Р-450.
Під впливом особливої білкової системи та ентеротоксину сальмонел у слизовій оболонці тонкої кишки активізуються аденілатциклаза і гуанілатциклаза, що призводить до збільшення кількості біологічно активних речовин, насамперед цАМФ, цГМФ, простагландинів тощо. Має значення у виникненні хвороби порушення III-го типу системи секреції. Усе це зумовлює виділення у просвіт кишки великої кількості води з розчиненими у ній мінеральними речовинами. Їх втрачає організм із блювотинням і випорожненнями. Підвищення проникності мембран кишкового епітелію є основною причиною розвитку водно-електролітних порушень при сальмонельозі. Значні втрати рідини призводять до зменшення об'єму циркулюючої плазми (ОЦП), зниження артеріального тиску (АТ) і розвитку гіпоксії. Підвищуються в'язкість крові, густина плазми, виникають гіпокаліємія і гіпонатріємія. Гіпоксія крові, у свою чергу, супроводжується порушенням метаболізму в тканинах і розвитком ацидозу. Надалі, внаслідок порушення обмінних процесів у крові підвищується вміст недоокислених продуктів, гістаміноподібних та інших біологічно активних речовин, що призводить до посилення інтоксикації. Гіпоксія, порушення водно-електролітного балансу, а також ниркового кровотоку і зміни мікроциркуляції, зумовлені розладами кровообігу у поєднанні зі зниженням концентрації калію, натрію, хлору у плазмі крові, можуть призвести до розвитку гострої функціональної недостатності багатьох систем організму, дегідратаційного шоку (ДШ).

### Стадія генералізації
Розвиток генералізованих форм сальмонельозу пов'язаний з високою вірулентністю збудника і/або різким зниженням захисних сил організму хворого, нездатністю його локалізувати патологічний процес. При цьому накопичення і розмноження сальмонел відбувається у внутрішніх органах та лімфатичному апараті, звідти бактерії багаторазово потрапляють у кров, і хвороба перебігає за тифоподібним варіантом чи розвивається септикопіємія з формуванням вторинних гнійних вогнищ. Інфекційний процес набуває ациклічного характеру. Факторами ризику тривалої бактеріємії, діареї і виникнення септичної форми сальмонельозу є ВІЛ-інфекція та інші імунодефіцитні стани.

## Клінічна симптоматика
Згідно з МКХ-10 в класі "Деякі інфекційні та паразитарні хвороби, підкласі «Кишкові інфекційні хвороби» виділяють:
- «Інші сальмонельозні інфекції» (маючи на увазі ті, які не спричинюють черевний тиф або паратифи) (А02). У цьому підрозділі виділяють додатково:

- «Сальмонельозний ентерит» (А02.0),
- «Сальмонельозний сепсис» (А02.1),
- «Локалізовані сальмонельозні інфекції» (А02.2), які своєю чергою включають:

- «сальмонельозний артрит» (М01.3),
- «сальмонельозний менінгіт» (G01),
- «сальмонельозний остеомієліт» (М90.2),
- «сальмонельозна пневмонія» (J17.0),
- «сальмонельозний нефрит» (N16.0).

- «Інші уточнені сальмонельозні інфекції» (А02.8),
- «Сальмонельозну інфекцію не уточнену» (А.02.9).

Інкубаційний період коливається від 2-6 год до 2-3 днів. При нозокоміальному сальмонельозі він може подовжуватись до 7 діб.

### Сальмонельозний ентерит
Виникає найчастіше — у 72-97 % хворих. Проявляється він у типових випадках інтоксикаційним синдромом, ураженням травної системи і ознаками зневоднення. Початок захворювання гострий, ознаки інтоксикації виникають раніше, ніж шлунково-кишкові розлади.

#### Початок
Після короткого періоду дискомфорту (відчуття нездужання, здуття і бурчання в животі) з'являється озноб зі швидким підвищенням температури тіла, головний біль, запаморочення, загальна слабість, ломота в тілі, біль в суглобах (артралгії) і в попереку. У наступні години або наприкінці доби приєднуються нудота, блювання, біль у животі.

#### Розгорнутий період
Симптоми інтоксикації максимально розвиваються протягом 1-2 діб. Висота і тривалість гарячки, як правило, відповідають тяжкості хвороби. Гарячка частіше послаблюючого типу, у тяжкохворих — постійного чи неправильного, супроводжується сильним повторним ознобом і потінням.
Біль у животі носить гострий, постійний або переймиподібний характер, локалізується здебільшого в епігастральній та ілеоцекальній ділянках, біля пупка (так званий сальмонельозний трикутник), посилюється перед блюванням і дефекацією. Після блювання біль слабшає. Блювання переважно багаторазове, на початку — залишками їжі, а далі блювотиння стає водянистим, зеленкуватим. При тяжкому перебігу хвороби блювання може тривати декілька діб. Пронос починається трохи пізніше, ніж блювання. Випорожнення рясні, смердючі, досить швидко стають водянистими, з домішками слизу і зеленуватим відтінком, часто нагадують жабуриння або жаб'ячу ікру.
Повторне рясне блювання і часті рідкої консистенції випорожнення зумовлюють розвиток помірного чи тяжкого зневоднення за градацією ВООЗ. Хворих турбує сухість у роті, спрага, наростаюча м'язова слабкість, судоми литкових м'язів. Хворі переважно бліді. Зрідка лице червоне, з ін'єкцією судин склер і кон'юнктив. Еластичність шкіри, тургор м'яких тканин знижені. Слизові оболонки губ і порожнини рота сухі, на губах нерідко маніфестує герпетичний висип. Пульс частий, артеріальний тиск (АТ) знижений. Тони серця приглушені. Можуть виникати екстрасистолія, систолічний шум на верхівці. Живіт здутий, при пальпації болючий, бурчить. У третини хворих збільшена печінка, у 20-25 % — селезінка.

#### Ентероколіт
У деяких випадках до типового ентериту пізніше приєднується синдром коліту. Біль з верхніх відділів живота переміщується у ліву здухвинну ділянку, виникає частіше перед дефекацією, хворі відчувають неповне випорожнення після дефекації, можливі несправжні поклики на дефекацію, тенезми. Випорожнення, які на початку ентериту рясні, пінисті, з переміщенням патологічного процесу до товстої кишки стають мізерними, містять домішки слизу і крові, у тяжких випадках — безкаловими, нагадуючі такі при шигельозі. Сигмоподібна кишка ущільнена, різко спазмована і болюча. Ентероколіт при сальмонельозі виникає рідко.

### Сальмонельозний сепсис
Реєструють рідко, він розвивається лише у 2 % хворих на сальмонельоз. Починається гостро з ознобу, підвищення температури тіла і симптомів гастроентериту. Через 1-2 доби останні затихають, а гарячка і явища інтоксикації наростають, як при черевному тифі. Серед скарг домінують головний біль, загальна слабкість, поганий сон. Можна спостерігати закладення носа, підкашлювання, герпетичний висип на губах і носі, гіперемія обличчя. Згодом обличчя стає блідим, язик покривається білим нашаруванням, відзначають артеріальну гіпотензію, відносну брадикардію, здуття живота, збільшення печінки і селезінки, у третини хворих на 10—14-ту добу з'являються мізерні розеольозні висипання на бокових поверхнях грудної клітки, тулубі. У половини хворих у перші дні обличчя почервоніле, є ін'єкція судин склер, у третини — кон'юнктивіт. Іноді подібного характеру ураження може розпочинатись без гастроентериту. У цьому випадку гарячка триваліша.
У осіб з імунодефіцитним станом, тяжкими фоновими хворобами (ВІЛ-інфекція, злоякісні пухлини, цукровий діабет, хронічна ниркова недостатність тощо) сальмонельозний сепсис починається гостро з ознобу, підвищення температури тіла, рідше — після дуже нетривалого гастроентериту. Через декілька днів формується картина типового сепсису — сильний озноб, гарячка, виражена пітливість, головний біль, безсоння, можна спостерігати геморагічний висип, збільшуються печінка і селезінка, згодом можуть виявлятися множинні гнояки в різних органах (легені, плевра, ендокард, оболони мозку тощо).

### Локалізовані сальмонельозні інфекції
Іноді у хворих відбувається розвиток органних уражень без видимої бактеріємії, що становить сутність локалізованих сальмонельозних інфекцій. На перший план у таких хворих виступають відокремлені ознаки уражень нирок, селезінки, кісток, легень тощо. Нозокоміальний сальмонельоз перебігає у вигляді таких локальних інфекцій або ж сепсису.

### Бактеріоносійство
Ще називають субклінічним перебігом. Відносять цей стан до коду «Інші уточнені сальмонельозні інфекції» й може бути гострим, коли виділення сальмонел після клінічного одужання триває менше ніж 3 місяці, і хронічним — понад 3 місяці. Транзиторне бактеріоносійство тлумачать як одноразове виділення сальмонел із випорожнень, в разі відсутності будь-яких проявів хвороби зараз і протягом попередніх 3-х місяців, а також за негативних результатів серологічних реакцій у динаміці.

## Ускладнення
Після перенесеного сальмонельозу не завжди настає повне одужання. У третини хворих відзначають залишкові явища у вигляді розладів функції травного каналу (печія, відрижка, зниження апетиту, біль у животі, метеоризм тощо). Ці порушення можуть з'явитися відразу після затихання основних клінічних проявів сальмонельозу чи, частіше, через 2-3 тижні після стаціонарного лікування і недотримання реконвалесцентом належних дієти і режиму. У певної частки осіб після сальмонельозу згодом можуть сформуватися хронічний гастрит, ентероколіт, холецистит, панкреатит чи навіть неспецифічний виразковий коліт.
Ускладнення при сальмонельозі численні та досить різноманітні — інфекційно-токсичний та дегідратаційний шок, колапс, ГНН, гостре порушення мозкового кровообігу, інфаркт міокарда, отит, ендо- і міокардит, тромбоз мезентеріальних судин. Вони розвиваються переважно в дітей першого року життя, осіб похилого віку, а також при пізній госпіталізації хворого, тяжкому перебігу чи рецидиві хвороби, за наявної тяжкої фонової патології, вираженого імунодефіциту.

## Прогноз
При сальмонельозному ентериті прогноз сприятливий, однак серйозний у немовлят та осіб похилого віку, при сальмонельозному сепсисі вкрай несприятливий за розвитку ІТШ, гнояків.

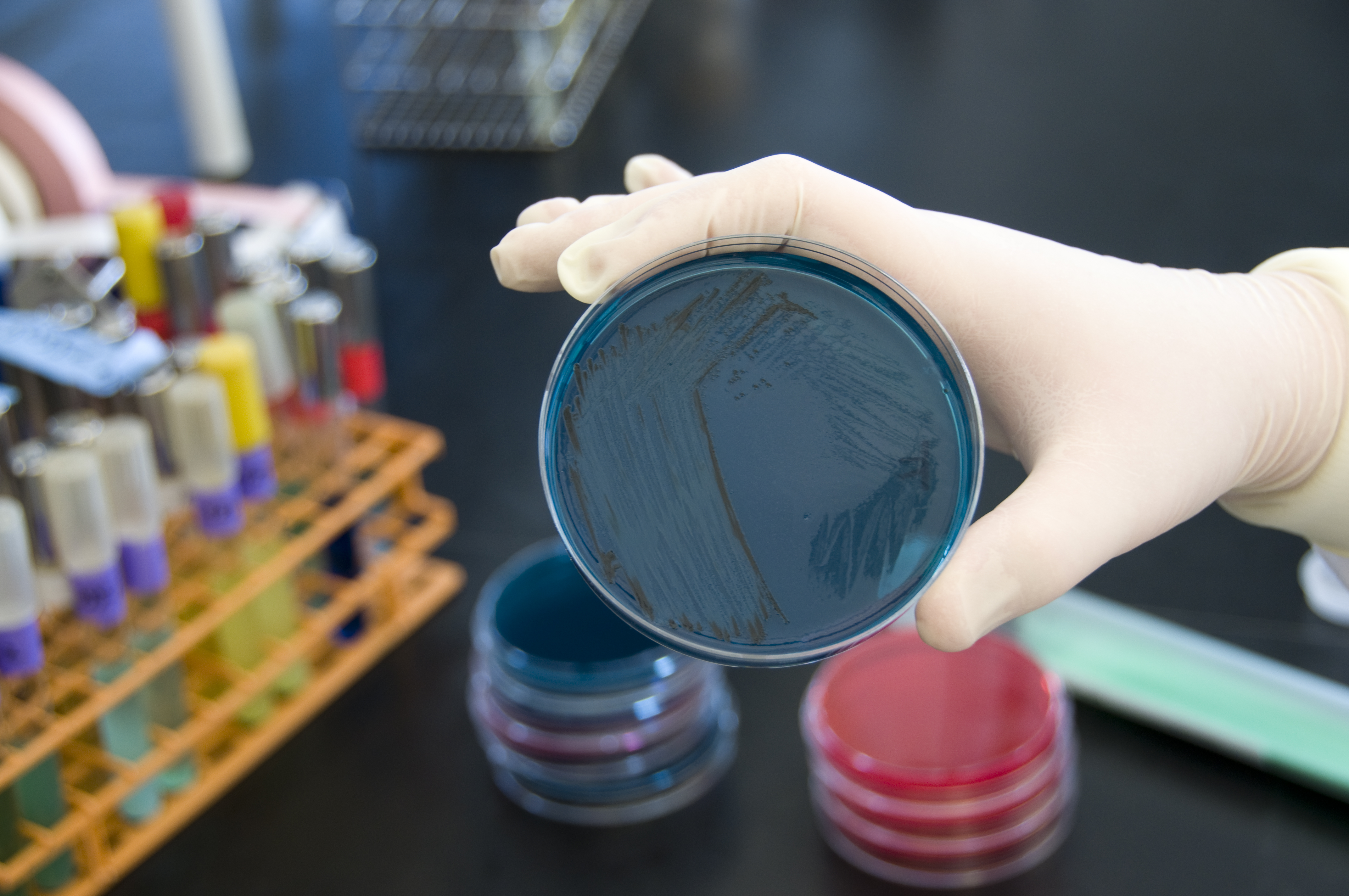
Проведення бактеріологічного дослідження на сальмонели. Мікробіолог розглядає чашку Петрі з вирослою там на поживному середовищі колонією.

## Діагностика
Сальмонельоз розпізнають на підставі характерних клініко-епідеміологічних ознак і лабораторних даних. Слід врахувати, що сальмонельозний ентерит розпочинається гостро і вже через 10-12 годин досягає максимальних проявів. Клінічні прояви складаються із синдромів загальної інтоксикації та гострого гастроентериту. У тяжких випадках виникає зневоднення. Вагомими є епідеміологічні свідчення про груповий характер захворювань та їхній зв'язок із вживанням недоброякісних харчових продуктів або страв, що були приготовлені з порушенням санітарно-гігієнічних вимог.
При сальмонельозному ентериті клінічний аналіз крові може показувати тенденцію до еритроцитозу (внаслідок згущення крові), лейкоцитоз із зсувом формули вліво. ШОЕ в нормі або дещо збільшена. Копроцитограма свідчить про ураження тонкої і товстої кишок (порушення травлення, слиз, лейкоцити, зрідка еритроцити).
Діагностика сальмонельозу включає бактеріологічне дослідження (посів) крові хворого, калу, сечі, блювотиння, промивних вод. Таке дослідження залишків їжі проводять фахівці епідеміологічної служби. Матеріал від хворого слід забирати до призначення етіотропного лікування. Посіви роблять на щільні диференціальні середовища (вісмут — сульфіт агар, середовища Ендо, Плоскірєва) і середовища збагачення. Можна також використати жовчний і звичайний м'ясо-пептонний бульйон.
Із серологічних методів діагностики частіше використовують реакцію непрямої гемаглютинації (РНГА) з груповим сальмонельозним діагностикумом і реакцію аглютинації (реакція Відаля). Їх проводять з парними сироватками крові, які беруть з інтервалом в 7-10 днів. Мінімальний діагностичний титр — 1:160. Переконливішим є зростання титру антитіл у динаміці хвороби. Частота позитивних результатів досягає 75 % і більше. З метою експрес-діагностики в останні роки застосовують імунофлюоресцентний метод і реакцію коаглютинації.

## Лікування
У стаціонарі підлягають лікуванню хворі із сальмонельозним сепсисом, із тяжким перебігом ентериту, із серйозними фоновими хворобами. Хворих із тяжким і середньотяжким перебігом сальмонельозного ентериту можна лікувати амбулаторно.

### Загальні заходи
У гострий період вони повинні дотримуватися ліжкового режиму. Через 2-3 дні після покращання стану фізичний режим хворого розширяють. Хворий має дотримуватися відповідної дієти.

### Негайні детоксикаційні заходи
При сальмонельозному ентериті хворому треба якомога раніше надати ентеросорбенти, в стаціонарі можливе промивання шлунку і кишки. У тяжких випадках шлунок промивають при лежачому положенні хворого. Після промивання шлунка необхідно дати перорально ентеросорбент. Ентеросорбційну терапію продовжують 3-5 днів, залежно від тяжкості перебігу хвороби. Необхідно пам'ятати, що ентеросорбенти застосовують за 1,5 години до чи після їди та до прийому медикаментів.

### Боротьба із зневодненням
При вираженій дегідратації та інтоксикації, тяжкому стані хворого, повторному блюванні регідратацію та дезінтоксикацію проводять шляхом внутрішньовенного введення збалансованих сольових розчинів «Ацесоль», «Трисоль», «Дисоль», «Рінгера лактатний», «Гартмана». При незначній дегідратації застосовують оральні регідратаційні суміші (ОРС).

### Подальші детоксикаційні заходи
Якщо зневоднення незначне чи після відновлення ОЦП можна вводити з метою дезінтоксикації глюкозно-сольові суміші, розчини інших вуглеводів із солями. Крім них можна застосовувати з цією ж метою ще й теплий неміцний чай, відвар сушених яблук, родзинок, напар звіробою, м'яти, меліси.

### Заходи з відновлення функції травлення
Для відновлення мікробіоценозу кишок, який порушується практично в усіх хворих на сальмонельоз, доцільним є призначення пробіотиків. Курс лікування триває 2-3 тижні. Для покращання травлення при розширенні дієти хворим призначають ферментні препарати на основі панкреатину по 1-2 драже чи таблетки 3 рази на день перед їдою чи під час їди протягом 5-10 днів.

### Особливості проведення антибактерійної терапії
Призначати антибактерійні препарати при сальмонельозі не лише не доцільно, але й шкідливо, оскільки вони збільшують тривалість діареї, інтоксикації, посилюють дисбактеріоз кишки, затримують звільнення організму від збудника. Їх рекомендують лише при ознаках дистального коліту, розвитку ускладнень чи загостренні тяжких фонових захворювань, особам з ослабленим імунітетом, а також при сальмонельозному сепсисі, органних ураженнях. Перевагу слід віддавати ципрофлоксацину та іншим нереспіраторним фторхінолонам, цефтріаксону. При органних гнояках проводять хірургічне втручання.
Для санації хронічних носіїв сальмонел названі антибіотики поєднують з імуностимулювальними препаратами.

### Правила виписки зі стаціонару
Виписати зі стаціонару пацієнта можна після повного клінічного одужання, окрім працівників декретованих груп, яких виписують лише після негативних результатів триразового (з перервою 1-2 дні) дослідження випорожнень. Якщо повторно виділено сальмонел, спостереження (і за потреби — лікування) здійснюють амбулаторно.

## Профілактика
В епідемічному осередку, за яким спостерігають протягом 1 тижня, виявляють і лікують джерело інфекції, проводять бактеріологічне дослідження харчових продуктів і осіб, які їх готували і спожили. Після госпіталізації хворого роблять заключну дезінфекцію, якщо ж його залишили вдома — поточну.
В Україні здійснюють державний санітарний нагляд за харчовими підприємствами. Він передбачає систематичний контроль виготовлення, зберігання, транспортування і реалізації продуктів. Важливо досягти максимальної автоматизації і механізації технологічних процесів, не допустити безпосереднього контакту сирої і готової продукції на всіх технологічних етапах виготовлення, забезпечити якісну термічну обробку, використання холодильних камер для зберігання продуктів, які швидко псуються. Категорично заборонено продаж качиних і гусячих яєць у торговій мережі та використання їх на підприємствах громадського харчування. Ветеринарна служба має забезпечити суворий санітарний контроль забою худоби і птиці.

## Сальмонельоз у свійських тварин і птахів

### Загальна характеристика
До сальмонельозу сприйнятливі всі види сільськогосподарських тварин і птахів. Хвороба уражає переважно молодняк. У дорослих тварин сальмонельоз частіше проходить без відчутних клінічних проявів, малосимптомно. Зараження, як і у людей, відбувається через травну систему. У тварин нерідко відбуваються такий сальмонельоз, який нашаровується на якесь первинне захворювання (чума свиней, пастерельоз тощо) і ускладнює його перебіг. Частим є загибель ембріонів від внутрішньоутробного зараження, яке відбувається у вагітних тварин внаслідок бактеріємії.
Сальмонельоз у молодняка перебігає гостро, підгостро, хронічно і атипово. Інкубаційний період коливається від 1-3 до 7 діб, а його тривалість залежить від резистентності організму, вірулентності та дози збудника, а також способу зараження і умов, в яких знаходиться сприйнятлива тварина.

### Гострий перебіг
При гострому перебігу у телят, поросят, ягнят і лошат спостерігають млявість, температура тіла підвищується. Захворілі більше лежать, дихання прискорене. Апетит мінливий, з'являється спрага. З'являється діарея. Випорожнення стають рідкими, сіро-жовтуватого забарвлення з домішками слизу, бульбашок газу, нерідко — з домішкою крові. Надалі діарея посилюється, і тварина перестає контролювати дефекацію. При тяжкому перебігу уражаються нирки — сеча стає каламутною, іноді з домішкою еритроцитів, сечовипускання часте, болюче. Спостерігають артрити — частіше уражаються зап'ястні та заплюсневі суглоби. У поросят ще розвивається кон'юнктивіт із виділенням ексудату, який, засихаючи у вигляді жовто-брудних кірочок, склеює повіки. На шкірі області живота, пахов, кінчиків вушних раковин з'являються крововиливи від темно-синього до фіолетового відтінку.

### Підгострий перебіг
Характеризується менш вираженими проявами, з появою пневмонії (виділення з носових ходів, кашель, хрипи в легенях, гарячка).

### Хронічний перебіг
При хронічному сальмонельозі, який частіше розвивається після гострої або підгострої стадії, поряд із тривалою діареєю починають переважати ознаки запалення легенів. Хворі тварини різко відстають у рості, вгодованість у них знижується; уражені зап'ястні, колінні, заплюсневі суглоби. У поросят, крім того, шкіра втрачає еластичність, на ній з'являється екзема, шкіра вушних раковин темно-фіолетового забарвлення з вогнищами некрозу.

### Атиповий перебіг
Іноді у телят старших вікових груп (2-4 міс) спостерігають легкий перебіг сальмонельозу (атипова, або абортивна, форма). У них зменшується апетит, незначно підвищується температура тіла. У окремих тварин з'являється пронос, але через 3-6 днів вони одужують.

### Сальмонельоз у собак
У цих тварин переважає кривава діарея, можливе ураження печінки та інших внутрішніх органів.

### Клінічний перебіг у птахів
Сальмонельоз перебігає в них як гостро, так і хронічно. Як правило уражається насамперед кишка і печінка. Виділення з клоаки рясні коричневі з білими пластівцями. Загибель качиних і гусячих ембріонів при сальмонельозі найчастіше відбувається з 7-го по 22-й день ембріонального розвитку.